# Viļānu pagasts
Viļānu pagasts er en territorial enhed i Viļānu novads i Letland. Pagasten havde 1.855 indbyggere i 2010 og omfatter et areal på 120,50 kvadratkilometer. Hovedbyen i pagasten er Viļāni.